# لوویسویل (اوهایو)
لوویسویل(به انگلیسی: Louisville) شهری در ایالت اوهایو کشور ایالات متحده آمریکا است که جمعیت آن در سرشماری سال ۲۰۱۰ میلادی، ۹٬۱۸۶ نفر بوده‌است.